# Gedenkstätte Ahrensbök

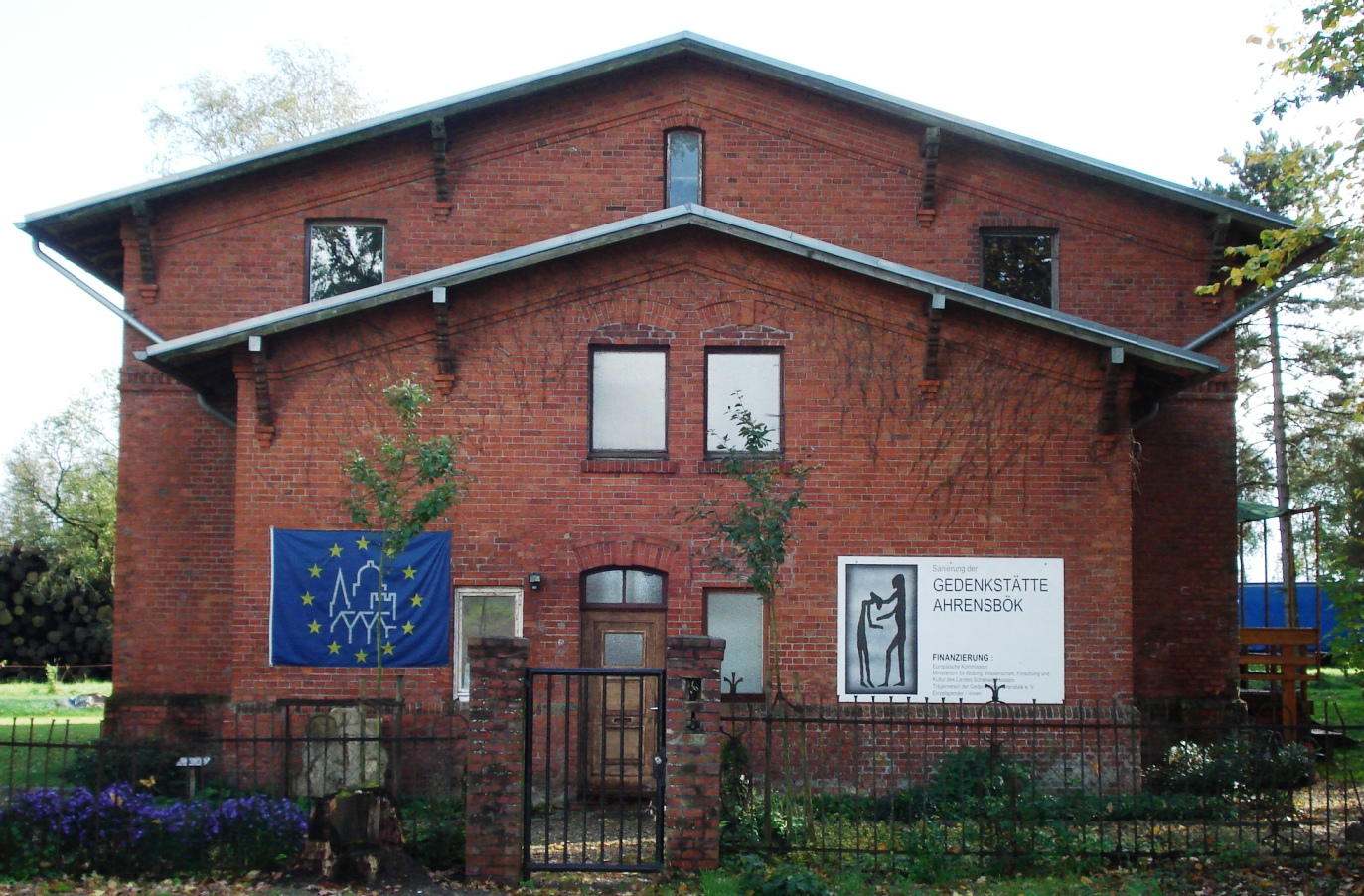
Das Gebäude des ehemaligen KZ Ahrensbök – heute Ort der Gedenkstätte Ahrensbök

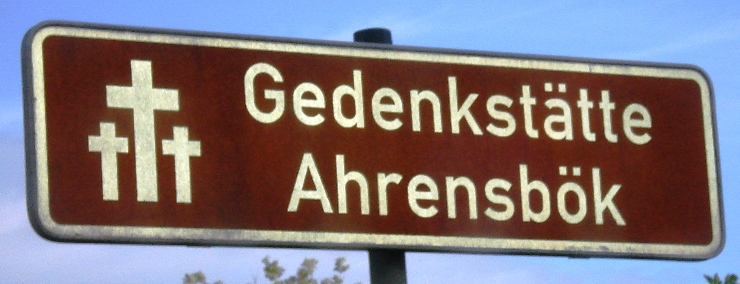
Hinweisschild „Gedenkstätte Ahrensbök“

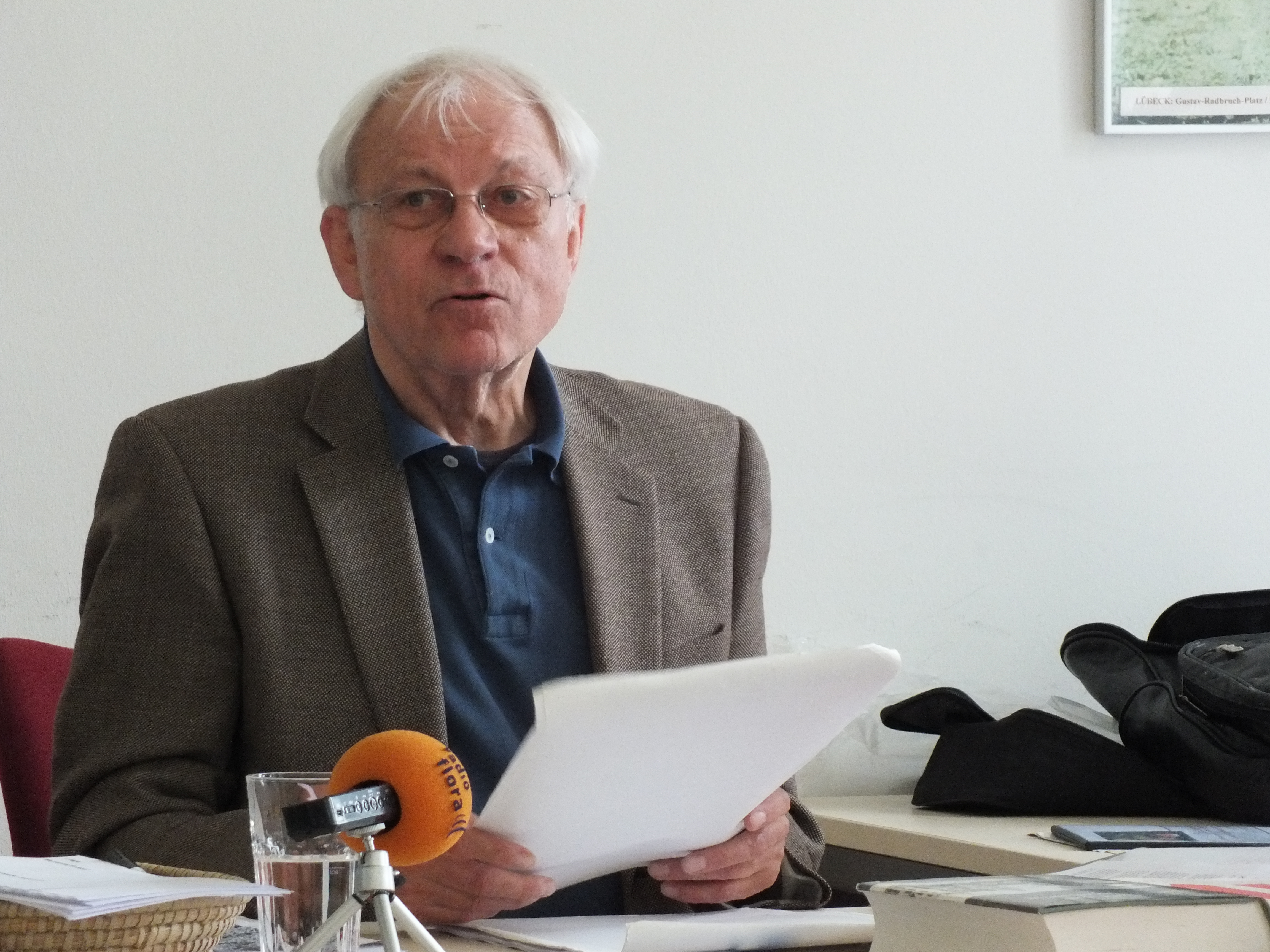
Jörg Wollenberg bei einem Vortrag in der Gedenkstätte Ahrensbök 2016

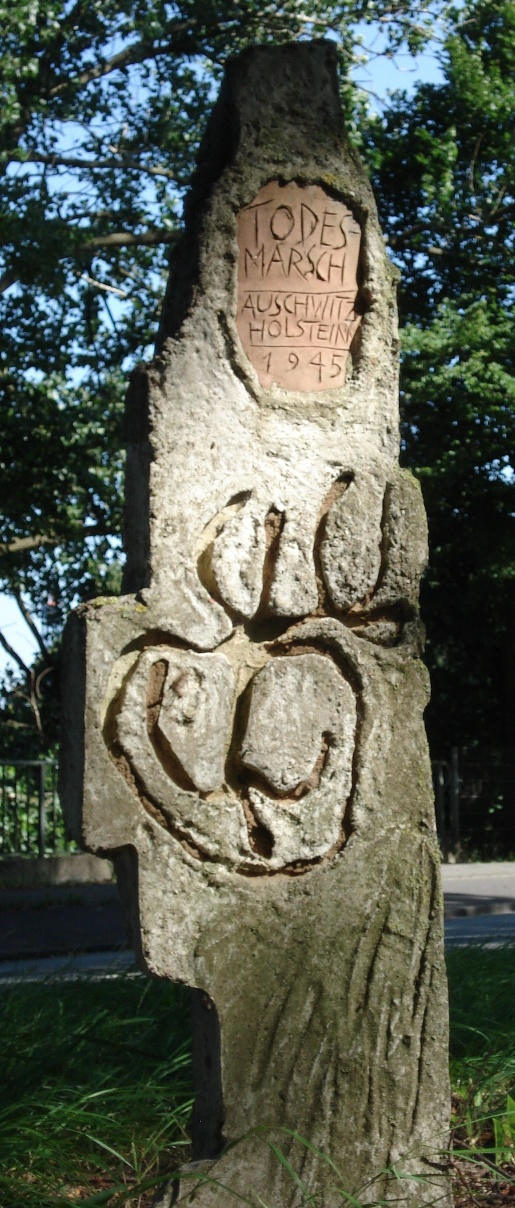
Die Erinnerungsstele am Tremser Teich in Lübeck

Die Gedenkstätte Ahrensbök ist eine am 8. Mai 2001 gegründete Gedenkstätte in Ahrensbök in Schleswig-Holstein.
Sie befindet sich in dem Gebäude, in dem 1933 ein frühes Konzentrationslager bestand.
Sie erinnert und dokumentiert
- das frühe KZ Ahrensbök, das vom 3. Oktober 1933 bis zum 9. Mai 1934 bestand
- den KZ Fürstengrube-Todesmarsch, dessen Ziel beziehungsweise Zwischenstation Ahrensbök im April 1945 war. In einer Dauerausstellung werden auf 33 Tafeln die verschiedenen Etappen dargestellt.[1]
- Zwangsarbeit (in drei Lagern) in Ahrensbök in der Zeit des Nationalsozialismus
- das nationalsozialistische Bildungssystem

und dient als Bildungs- und Begegnungsstätte sowie als Platz für Ausstellungen.
Im Rahmen eines „Wegezeichenprojektes“ wurden 1999 – durch das Internationale Jugendsommerlager mit der Aktion Sühnezeichen Friedensdienste e. V. – Stelen aus Beton und Ton hergestellt und zur Erinnerung an die Stationen des KZ Fürstengrube-Todesmarsches in Holstein aufgestellt.
2005 erhielt die Gedenkstätte Ahrensbök den vom Bundesministerium des Innern und der Justiz ausgeschriebenen Preis des Wettbewerbs „Aktiv für Demokratie und Toleranz“ des Bündnisses für Demokratie und Toleranz.